# دن راچونیتسا
دن راچونیتسا (کرواتی: Dean Računica؛ زادهٔ ۵ دسامبر ۱۹۶۹) بازیکن سابق و مربی فوتبال اهل کرواسی است.
از باشگاه‌هایی که در آن بازی کرده‌است می‌توان به باشگاه فوتبال هاپوئل تل آویو، باشگاه فوتبال هایدوک اسپلیت، باشگاه فوتبال چونگ‌کینگ دنگ‌دای لیفان، و باشگاه فوتبال ردبول زالتسبورگ اشاره کرد.
وی همچنین در تیم ملی فوتبال کرواسی بازی کرده‌است.